# Leoš Krejčí
Leoš Krejčí (Brno, 17 gennaio 1965) è un ex cestista cecoslovacco, dal 1993 ceco.

## Carriera
Con la Cecoslovacchia ha disputato tre edizioni dei Campionati europei (1985, 1987, 1991).

## Palmarès
- Campionato cecoslovacco: 4

Zbrojovka Brno: 1985-86, 1986-87, 1987-88, 1989-90